# 극락면
극락면(極楽面)은 전라남도 광산군의 면이었다.

## 지명 유래
- 1914년 4월 1일 광주군 군분면, 내정면, 황계면, 덕산면을 극락면으로 통폐합하였다.

| 조선총독부령 제111호                                  |               |
| 구 행정구역                                           | 신 행정구역   |
| 군분면 신흥리(新興里), 연례리(延禮里)                 | 극락면 신례리 |
| 군분면 신방리(新防里), 내동리(內洞里)                 | 극락면 내방리 |
| 군분면 중작리(中作里), 송정리(松亭里), 신기리(新基里) | 극락면 화정리 |
| 군분면 쌍촌리(雙村里)                                 | 극락면 유촌리 |
| 내정면 신촌리(新村里)                                 | 극락면 유촌리 |
| 군분면 택동리(宅洞里), 효사리(孝司里), 쌍촌리(雙村里) | 극락면 쌍촌리 |
| 군분면 계수리(桂水里), 노치리(老雉里)                 | 극락면 치평리 |
| 내정면 하촌리(荷村里), 평촌리(坪村里)                 | 극락면 치평리 |
| 덕산면 동작리(東作里), 서작리(西作里)                 | 극락면 덕흥리 |
| 황계면 동배리(東背里), 죽림리(竹林里), 용산리(龍山里) | 극락면 동림리 |
| 황계면 대내리(大內里), 대자리(大自里)                 | 극락면 운암리 |
- 1935년 4월 1일 내방리 일부를 광주부 광천정으로, 신례리를 농성정으로 편입
- 1946년 4월 5일 광천정을 취락동으로, 농성정을 근농동으로 개칭
- 1947년 8월 15일 취락동을 광천동으로, 근농동을 농성동으로 개칭
- 1955년 7월 1일 광주시로 편입